# Selena Etc.
Selena Etc. fue una boutique y salón de belleza con sede en el sur de Texas, fundada y propiedad de la fallecida cantante estadounidense, Selena. Selena Etc. terminó su construcción el 27 de enero de 1994 en Corpus Christi, Texas, Estados Unidos, que era el local de la sede central. Selena abrió otra boutique en San Antonio, Texas, casi al mismo tiempo que se completó el local de la sede; ambos estaban equipados con salones de belleza internos. Comenzó a fabricar ropa junto al diseñador Martín Gómez con diseños y estilos de textura latinoamericana y estilos de ropa exóticos que se convirtieron en su marca registrada en el escenario. La revista «Hispanic Business» informó que la cantante ganó más de $5 millones en estas boutiques. Entre los empleados del lugar se encontraba la presidenta de su club de fanes, Yolanda Saldívar, quien había sido promovida a gerente de sus dos boutiques, además de controlar las cuentas corrientes comerciales de Selena. Sin embargo, perdería este puesto después de que varios empleados comenzaran a acercarse al padre de Selena, Abraham Quintanilla, y le comunicaran que tenían pagos atrasados en sus nóminas, por lo cual al iniciar una investigación al respecto, Quintanilla se convenció de que Saldívar se encontraba malversando dinero. El 9 de marzo de 1995, Abraham, Selena y su hermana Suzette confrontaron a Saldívar y la acusaron de robar dinero de las boutiques y del club de fanes, despidiendiendola inmediatamente, aunque Selena continuo en contacto con ella debido a que tenía en su posesión varios documentos financieros que necesitaba que le devolviera. Estaba previsto que se abriera otra boutique en Monterrey, México, en 1995, pero el 31 de marzo de ese año, Saldívar asesinaría a Selena disparandole por la espalda después de pedirle que se reunieran en el motel Days Inn para devolverle los registros y documentos financieros que aún tenía. Tras su muerte, Chris Pérez, el viudo de Selena, se hizo cargo del negocio. La boutique de San Antonio cerró en algún momento después de 1999.
Luego del aniversario número 16 de la apertura de la boutique de Corpus Christi, la tienda fue cerrada oficialmente a partir del 1 de julio de 2009. Una semana después del cierre de la tienda, Pérez colocó un cartel de «se vende» frente al local. El precio de avalúo del terreno y estructura fue de $91,454 dólares según el Distrito de Tasación del Condado de Nueces. El precio que pidió Pérez por la propiedad fue de $165,000. La tienda Selena Etc. tenía un salón de servicio completo, así como recuerdos de Selena. También vendían bisutería, sombreros y otros accesorios. Poco después de la ejecución hipotecaria, debido a la baja economía, toda la mercancía y los accesorios comenzaron a venderse en el «Museo de Selena», ubicado a varias millas de donde alguna vez estuvo el local de Selena Etc..